# Lewis Milestone
Lewis Milestone (født 30. september 1895, død 25. september 1980) var en amerikansk filminstruktør.

## Udvalgte film
- Two Arabian Knights (1927; produceret af Howard Hughes)
- Intet nyt fra Vestfronten (1930)
- The Front Page (1931)
- The General Died at Dawn (1936)
- Of Mice and Men (1940; efter en John Steinbeck-roman)
- Ocean's Eleven (1960)
- Mytteriet på Bounty (1962)